# When Angels & Serpents Dance
When Angels & Serpents Dance — сьомий студійний альбом християнського метал-гурту POD, випущений 2008 року. Це перший альбом з Маркосом Куріелем після Satellite і єдиний альбом POD, випущений лейблом Columbia. У його запису також брали участь Майк Муір із гурту Suicidal Tendencies, гітарист та вокаліст гурту Helmet Пейдж Гамільтон, запрошений ґоспел-хор та сестри Марлі. Альбом посів 9 місце у рейтингу Billboard 200, коли його продажі сягнули понад 34000 копій за перший тиждень. 14 жовтня 2022 року було випущено реміксовану та ремастеризовану версію альбому, на лейблі Mascot Records.

## Список композицій
1. Addicted — 3:32
2. Shine with Me — 3:32
3. Condescending — 4:02
4. It Can't Rain Everyday — 4:42
5. Kaliforn-Eye-A (за участю Майка Муіра з Suicidal Tendencies) — 4:29
6. I'll Be Ready (за участю Седелли та Шерон Марлі) — 4:43
7. End of the World — 4:34
8. This Ain't No Ordinary Love Song — 3:43
9. God Forbid (за участю Пейджа Гамільтона з Helmet) — 3:55
10. Roman Empire — 2:42
11. When Angels & Serpents Dance — 3:16
12. Tell Me Why — 3:19
13. Rise Against — 4:52